# Венді Гувенаґел
Венді Гувенаґел  (англ. Wendy Houvenaghel, при народженні Маклін, (McLean), 27 листопада 1974) — британська велогонщиця, олімпійська медалістка.

## Виступи на Олімпіадах
| Олімпіада  | Дисципліна                                      | Місце |
| ---------- | ----------------------------------------------- | ----- |
| Пекін 2008 | Індивідуальна гонка переслідування, 3000 метрів | 2     |